# 대전 하나 시티즌 B
대전 하나 시티즌 FC B(Daejeon Hana Citizen Football Club B)는 대한민국 대전광역시에 있었던 축구 선수단이다. 하나금융축구단이 운영했던 남자 U-23 축구단이며, 2008년에 창단되었고 2024년에 해단되었다. 2022년 시즌부터 2024년 시즌까지 K4리그에 참가했다.

## 역사
2020년 12월 15일 한국프로축구연맹 제8차 이사회 결과, 2021 시즌부터 K리그 구단들이 ‘프로 B팀’을 운영할 경우 K4 리그에 참가할 수 있도록 하였다. 2022 시즌부터 전북 현대 모터스 B, 대구 FC B와 함께 K4리그 참가에 나서게 되었다.
2022년 1월 10일 프로 A팀 선수들과 함께 거제도 전지훈련을 실시하였다.
그러나 2024년에 해체되었다.

## 선수 명단
참고: FIFA 자격 규정에 따라 소속된 국가대표팀 국기를 표시합니다. 선수는 복수의 FIFA 비회원국 국적을 가지고 있을 수 있습니다.
| 번호 | 포지션 | 국적 | 이름   |
| ---- | ------ | ---- | ------ |
| 3    | DF     |      | 노동건 |
| 16   | MF     |      | 김경환 |
| 23   | DF     |      | 강성윤 |
| 26   | MF     |      | 정우빈 |
| 32   | DF     |      | 김태현 |
| 37   | MF     |      | 이은재 |
| 40   | FW     |      | 유선우 |
| 41   | GK     |      | 안태윤 |

| 번호 | 포지션 | 국적 | 이름   |
| ---- | ------ | ---- | ------ |
| 42   | MF     |      | 정진우 |
| 45   | DF     |      | 이한빈 |
| 66   | DF     |      | 이선호 |
| 72   | FW     |      | 김민기 |
| 73   | MF     |      | 이준규 |
| 80   | GK     |      | 김민수 |
| 81   | MF     |      | 김도윤 |
| 88   | DF     |      | 박준서 |

## 참고 문헌
- “스포츠지원포털 등록 현황”. 대한체육회.
- “KFA 통합경기정보 시스템”. 대한축구협회.
- “K리그 데이터 포털”. 한국프로축구연맹.

## 같이 보기
- 대전 하나 시티즌 FC